# Kristin McGrath
Kristin McGrath née le 21 octobre 1982 à Durango, est une coureuse cycliste américaine.

## Palmarès sur route
- 2008
  - 1re étape du Tour de Gila
  - 1re étape de Fitchburg Longsjo Classic
  - 2e de la Fitchburg Longsjo Classic
- 2009
  - 6e étape de Cascade Cycling Classic
- 2011
  - 1re étape de Cascade Cycling Classic
  - 3e de Mt. Hood Classic
- 2012
  - 5e étape de Cascade Cycling Classic
  - 2e de la Route de France féminine
  - 44e de la course en ligne des championnats du monde de cyclisme sur route 2012
- 2013
  - Cascade Cycling Classic
  - 2e du championnat des États-Unis du contre-la-montre
  - 32e de la course en ligne des championnats du monde de cyclisme sur route 2013